# Cathie Turner
Cathie Turner (n. 10 aprilie 1962, Rochester, New York, SUA) este o sportivă ce a reprezentat Statele Unite ale Americii, medaliată olimpică. A participat la 3 ediții ale Jocurilor Olimpice (1992, 1994, 1998) în care a câștigat două medalii de aur, o medalie de argint și o medalie de bronz.